# Miradouro do Norte Grande
O Miradouro do Norte Grandeé um miradouro português localizado na freguesia do Norte Grande, concelho de Velas, ilha de São Jorge, arquipélago dos Açores.
Este miradouro provavelmente um dos mais conhecidos da ilha, oferece uma vista única sobre a Fajã do Ouvidor, vista esta que é complementada pela grandiosa paisagem da costa Norte da ilha com as suas falésias alguma a elevarem-se a mais de 600 metros de altitude. É ainda possível ver deste miradouro a Fajã da Ribeira da Areia e, sobre o horizonte, a ilha Graciosa e a ilha Terceira.

## Referêcnia
- Guia Açores.